# Lareiga hydrophila
Lareiga hydrophila är en stekelart som först beskrevs av Heinrich 1934.  Lareiga hydrophila ingår i släktet Lareiga och familjen brokparasitsteklar. Inga underarter finns listade i Catalogue of Life.